# Gioele De Cosmo
Gioele De Cosmo (23 de marzo de 1997) es un deportista italiano que compitió en ciclismo de montaña en la disciplina de campo a través. Ganó una medalla de bronce en el Campeonato Europeo de Ciclismo de Montaña en Maratón de 2025.

## Medallero internacional
| Campeonato Europeo | Campeonato Europeo | Campeonato Europeo | Campeonato Europeo |
| Año                | Lugar              | Medalla            | Competición        |
| ------------------ | ------------------ | ------------------ | ------------------ |
| 2025               | Casella (Italia)   | Medalla de bronce  | Campo a través     |